# 渴葬
古禮稱死者停靈之期未滿而急葬的情況為「渴葬」。公羊傳．隱公三年：「不及時而日，渴葬也。」(在葬禮舉行之前做的史書記錄，指的就是渴葬。)按照古代禮法，有「三日而殯，三月而葬」之說，時間顯然太大。因而有渴葬、血葬之说，即七日内不卜而葬。

## 南朝渴葬興起
梁書中記載「時人間喪事，多不遵禮，朝終夕殯，相尚以速」、「乃或半晷，衣衾棺槨，以速為榮」。此舉受到部分士大夫的詰難和反對，他們向朝廷上書疾呼：“請自今士庶宜悉依古，三日大殮。如其不奉，加以糾繩。”但部分士大夫的呼籲並沒有改變民間渴葬的盛行。這主要是魏晉南北朝期間，整個社會動盪不安，戰亂不停，庶民百姓生活艱難。在這樣的歷史背景下，平民百姓自然歡迎從簡從速的渴葬方式。渴葬與薄葬一同成為南朝時寒士及平民對抗政府強令之殯葬禮儀的一大潮流。

## 後世之渴葬
後世停喪日期不等，民間一般為五、七、九、十一日。 

## 資料來源
- 重編國語辭典修訂本
- 〈我國傳統喪葬習俗拾零—喪俗葬制〉，河北館，2005年11月21日。
- 梁書．卷25 （页面存档备份，存于）